# Phước Kim
Phước Kim is een xã in het district Phước Sơn, een van de districten in de Vietnamese provincie Quảng Nam. Phước Kim heeft ruim 700 inwoners op een oppervlakte van 131 km².

## Geografie en topografie
Phước Kim grenst in het noorden aan Phước Hòa. In het noordoosten grenst het aan Phước Hiệp. In het oosten grenst het aan de huyện Bắc Trà My. De xã in deze huyện heet Trà Bui. In het zuiden grenst Phước Kim aan Phước Thành en in het zuidwesten aan Phước Lộc. In het westen grenst het aan Phước Chánh. In het noordwesten grenst het aan thị trấn Khâm Đức.